# Фернандо Луна (тенісист)
Фернандо Луна (ісп. Fernando Luna; нар. 24 квітня 1958) — колишній іспанський тенісист.
Найвищу одиночну позицію світового рейтингу — 33 місце досяг 14 травня 1984, парну — 407 місце — 3 жовтня 1988 року.
Найвищим досягненням на турнірах Великого шолома було 4 коло в одиночному розряді.
Завершив кар'єру 1991 року.

## Фінали

### Одиночний розряд (2 поразки)
| Результат | W/L | Дата     | Турнір                  | Покриття | Суперник      | Рахунок  |
| --------- | --- | -------- | ----------------------- | -------- | ------------- | -------- |
| Поразка   | 0–1 | Кві 1984 | Екс-ан-Прованс, Франція | Ґрунт    | Хуан Агілера  | 4–6, 5–7 |
| Поразка   | 0–2 | Кві 1988 | Мадрид, Іспанія         | Ґрунт    | Кент Карлссон | 2–6, 1–6 |